# MacUser日本版
『MacUser日本版』（マックユーザーにほんばん）は、かつてソフトバンクが発行していた、Macintosh専門のコンピュータ雑誌。編集長は松尾公也。1993年11月創刊、1998年3月休刊。

## 概要
アメリカの雑誌『MacUser (アメリカ版)』の日本語版として、Apple Computer周辺ニュースや製品レビューを翻訳掲載するほか、日本独自取材のニュースをアメリカ版のMacUser・MacUser (イギリス版)に提供したり、ソフトウェアの体験版や読者投稿コンテンツをCD-ROMに収録して提供していた。またMacintosh専門の月刊誌としては初めて、毎月付録にCD-ROM（MACBINと言う名称がつけられていた）をつけた。
創刊号では付録CD-ROMに、表計算ソフトWingzの製品版を体験版と誤って収録してしまい、店頭から回収された。Wingzは株式会社アスキーの取り扱い製品で、この製品版はアスキーから提供されたものだった。
アメリカの『MacUser』が『Macworld』に統合されたことに伴い、日本語版との提携が解消されたため、1998年4月号をもって休刊。
なお休刊後、編集部はソフトバンクが運営していた有料メールマガジンMacintosh WIRE（後にZDNet Japan（現 ITmedia）に吸収）に統合された。

## 兄弟誌
- Beginners'Mac